# Bisdom Beauvais
Het bisdom Beauvais, Noyon en Senlis (Latijn: Dioecesis Bellovacensis, Noviomensis et Silvanectensis; Frans: Diocèse de Beauvais, Noyon et Senlis) is een kerkelijke grondgebied of bisdom van de Katholieke Kerk in Frankrijk. Het bisdom omvat het departement Oise in de regio Hauts-de-France. Het bisdom is een suffragaan van het grootstedelijke aartsbisdom Reims. De huidige bisschop is Jacques Benoit-Gonnin, benoemd in 2010.

## Geschiedenis
Het bisdom Beauvais werd volgens een verhaal uit de 9e eeuw gesticht in de 3e eeuw door Sint-Lucianus (Lucien). Gregorius van Tours, die schreef en leefde in de tweede helft van de 6e eeuw, vermeldt het bisdom echter nergens in zijn werk. Tot het einde van de 7e eeuw komt de naam ook niet voor in verslagen van andere kerkraden.
Vanaf 1015 was elke bisschop van Beauvais ook graaf van Beauvais en een pair van Frankrijk. Graaf Odo van Beauvais had alle landerijen in zijn graafschap aan bisschop Roger en de kerk van Beauvais gegeven, met de toestemming van koning Robert. Hij maakte de bisschop ook tot erfgenaam van het graafschap. De bisschop speelde ook een rol bij de kroning van de koningen van Frankrijk, hij droeg de mantel van de koning tijdens de ceremonie. 

#### Bekende bisschoppen
- Bisschop Roger II stierf tijdens de Eerste Kruistocht
- Filips van Dreux nam deel aan de Derde Kruistocht en de Slag bij Bouvines
- Pierre Cauchon was de leidende rechter in het proces tegen Jeanne d'Arc

Reims (aartsbisdom) · Amiens · Beauvais · Châlons · Langres · Soissons · Troyes